# جیم آلوینا
جیم آلوینا (انگلیسی: Jim Allevinah؛ زادهٔ ۲۷ فوریهٔ ۱۹۹۵) بازیکن فوتبال اهل گابن است.
از باشگاه‌هایی که در آن بازی کرده‌است می‌توان به باشگاه فوتبال کلرمون فوت اشاره کرد.
وی همچنین در تیم ملی فوتبال گابن بازی کرده‌است.